# Zahuta
Zahuta (biał. Загута; ros. Загута, Zaguta) – wieś na Białorusi, w obwodzie brzeskim, w rejonie janowskim, w sielsowiecie Rudzk, nad Niesłuchą.

## Historia
Dawniej część kolonii (folwarku) Michalin o nazwie Olchowo. W XIX i w początkach XX w. położona była w Rosji, w guberni mińskiej, w powiecie kobryńskim, w gminie Worocewicze.
W dwudziestoleciu międzywojennym Michalin (Olchowo) leżało w Polsce, w województwie poleskim, w powiecie drohickim, do 18 kwietnia 1928 w gminie Worocewicze, następnie w gminie Janów.
Po II wojnie światowej w granicach Związku Radzieckiego. Wówczas wieś otrzymała obecną nazwę. Od 1991 w niepodległej Białorusi.